# Escuela de Arte de Jerez

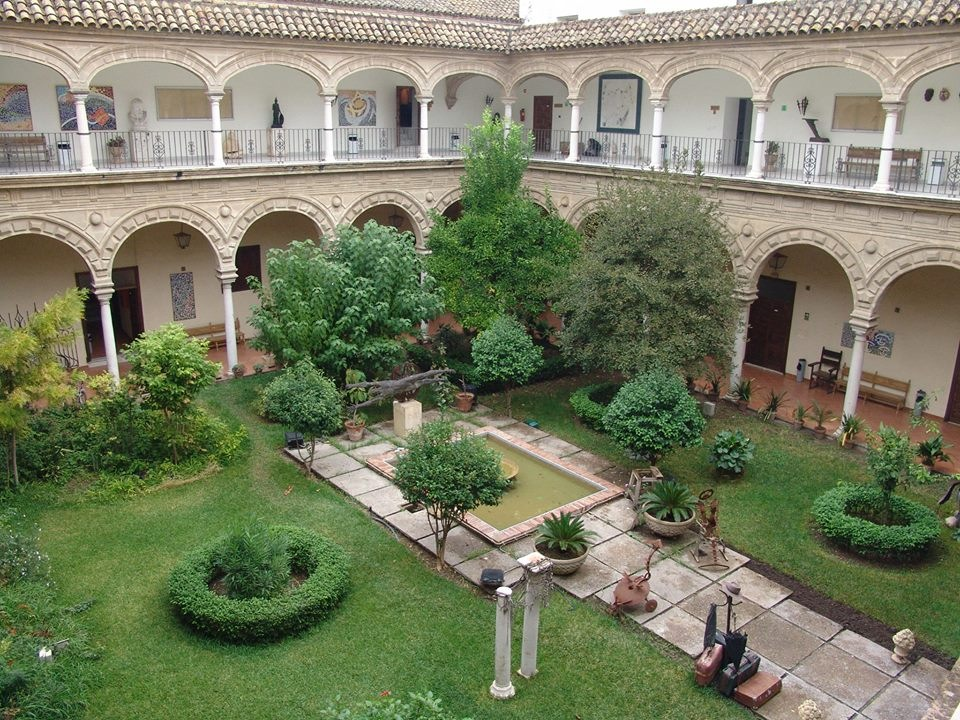
Patio central de la Escuela de Arte de Jerez de la Frontera

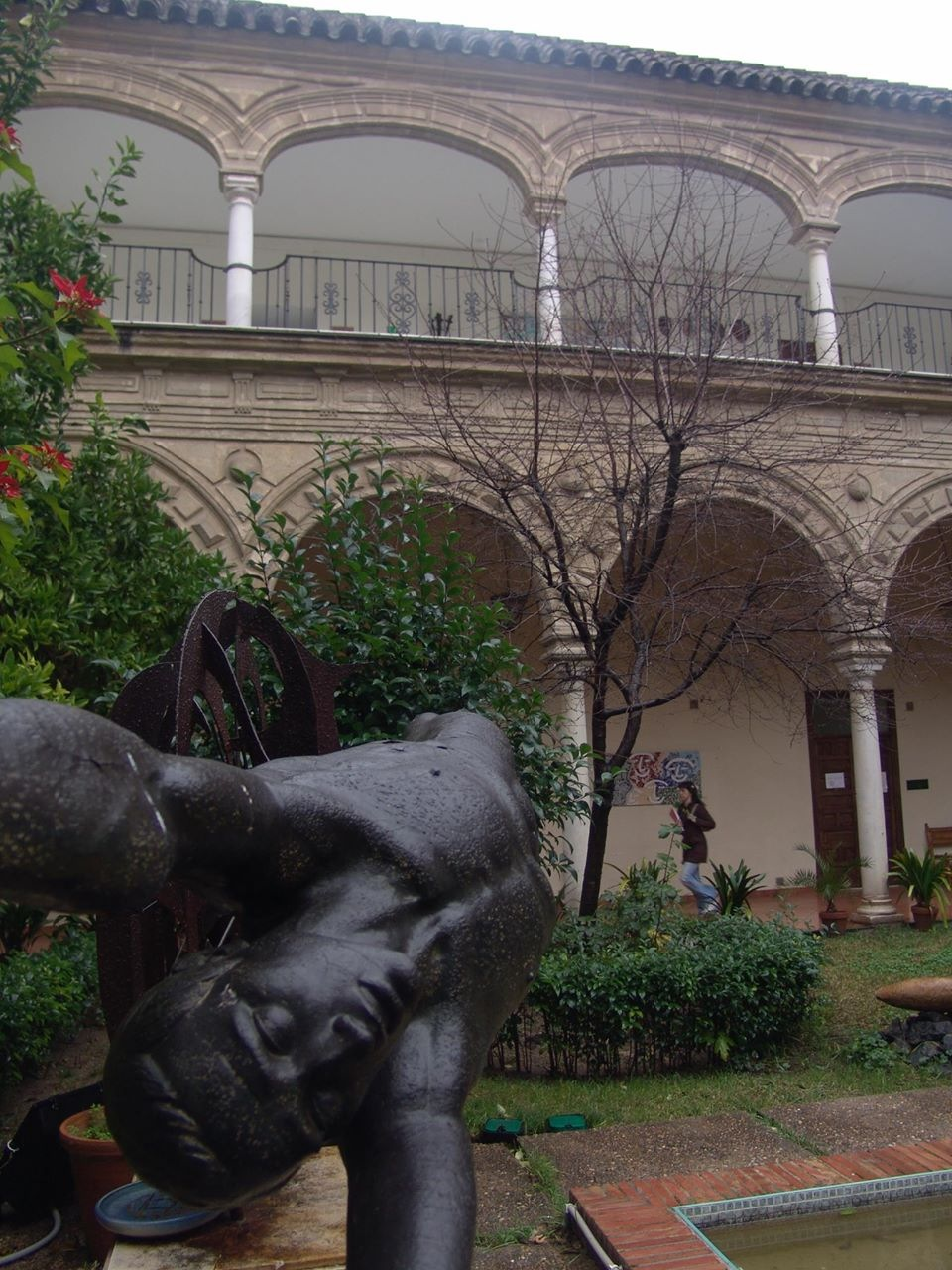
Estatua de Ícaro en el patio central de la Escuela de Arte de Jerez

La Escuela de Arte de Jerez empezó como Escuelas de Artes y Oficios para la clase trabajadora industrial de principios del siglo XX, aunque a finales del siglo pasó a convertirse en una escuela de arte y diseño.

## Historia
El Ayuntamiento de Jerez de la Frontera, el 13 de noviembre de 1908,  solicita al Gobierno la creación de una escuela de Artes Industriales justificándola "en primer lugar por su numerosísima población obrera, y en segundo lugar por la importancia de nuestras industrias". El Ayuntamiento se comprometía a la instalación y sostenimiento del centro, que se situaría en un edificio legado por Luis Pernía de Terán en testamento otorgado el 3 de marzo de 1886, el antiguo Convento de la Victoria, fundado en el siglo XVI que perteneció a la Orden de los Mínimos hasta el siglo XIX. Del Convento se conserva parte de la Iglesia y la sacristía, utilizadas por la Cofradía de la Soledad, y el refectorio y el claustro, actualmente usados por la Escuela de Artes.
El Ministerio aprueba el proyecto el 14 de octubre de 1910, en una resolución emitida por el Ministerio que contemplaría las enseñanzas reguladas a través del Real Decreto de 16 de diciembre de 1910. La apertura del centro se celebró solemnemente un domingo de diciembre, declarándose abierto el curso 1911/1912.
Los alumnos deberían ser mayores de 12 años, acreditar saber leer y escribir y las cuatro reglas de Aritmética. Esta formación se podía adquirir en los seis centros de primera enseñanza  en los que recibían instrucción más de 200 alumnos, con matrícula gratuita para obreros. Esta nueva formación sería una especie de bachillerato de segunda enseñanza para las clases desheredadas. Las enseñanzas  –nocturnas- serían impartidas por los mismos profesores del Instituto, y por dos auxiliares ayudantes.
En el entorno de su claustro manierista se realizan reformas para organizar las dependencias académicas, aulas y talleres. En 1939 la fachada principal y las dependencias administrativas se reforman para albergar también la Escuela Pericial de Comercio.
Desde 1963 y hasta principios de los 90 la Escuela de Arte imparte las enseñanzas de Artes Aplicadas y Oficios Artísticos. En la actualidad la Escuela de Artes de Jerez imparte el bachillerato de Artes, el Grado medio de Artes Plásticas y Diseño, el Grado Superior de Artes Plásticas y Diseño y enseñanzas superiores de diseño de interiores y diseño gráfico.